# Architecture de la ligne 55 du tramway de Bruxelles
Cette page reprend une partie des bâtiments remarquables se trouvant sur le trajet de la ligne 55 du tramway de Bruxelles.

## Historique et développement du tracé
La ligne 55 du tramway, mise en route le 9 juillet 1968, dessert les stations entre Rogier et Da Vinci et passe par trois communes du nord et nord-est de la région Bruxelles-Capitale. La première est Saint Josse-Ten-Noode 1210, la deuxième est Schaerbeek 1030 et la troisième est Evere 1140.
Dans les deux premières communes, le tram est venu après leur urbanisation, il s’est donc adapté au tissu urbain existant, ce qui n’est pas le cas dans une partie de la troisième commune. En effet, Evere a connu un étalement urbain remarquable qui s’est fait, en partie, au fur et à mesure avec l’apparition de la ligne de tram 55, considéré comme le fil conducteur à l’accélération de l’urbanisation d’Evere.
Evere a rejoint les 19 communes en 1954. Une grande partie de la commune est à vocation résidentielle, réputée par la dominance de logements et de logements sociaux (Germinal, Ieder zijn huis, Tuinbouw) deuxième plus grand taux de logement social de la région, situé à la limite de l’aéroport Zaventem, à proximité de l’aérodrome militaire et des divers grands magasins tels que Décathlon, le concessionnaire Mercedes, elle comprend également le siège d’orange et l’hôtel Mercure Brussels aéroport. Ce quartier a une vocation de plus en plus orientée vers l’enseignement à pédagogie active qui n’est pas le cas pour toutes les autres communes de la région,,.

## Architecture autour de la ligne de tram 55 (Da Vinci - Rogier)

### Hôtel Siru
- 1932[5]

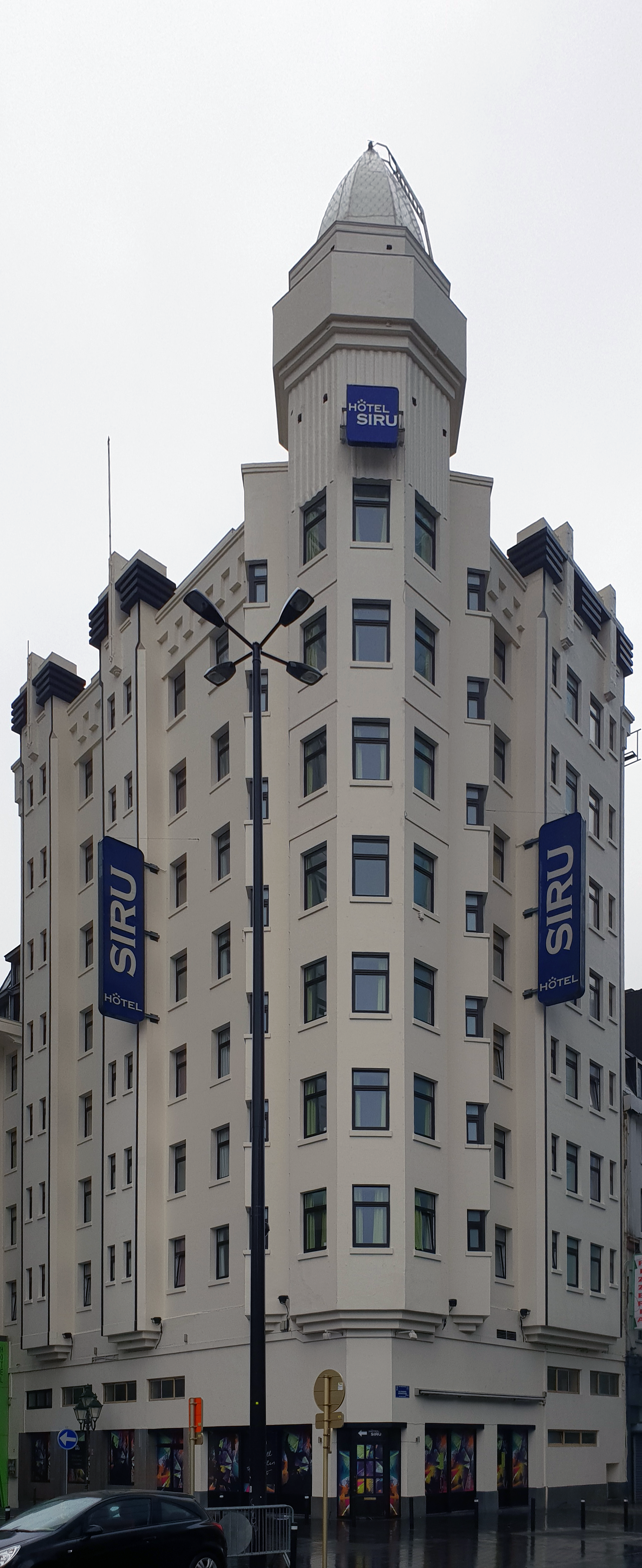
Hôtel Siru

- Rue des Croisades 2, 1210 Saint- Josse-Ten-Noode
- Privé
- Hôtel

Autrefois appelé Nord Hôtel, l’Hôtel Siru a été construit par l’architecte Marcel Chabot pour la société immobilière rurale et urbaine en 1932, c’est-à-dire avant l’apparition de la ligne de tram 55.
La ligne 55 est, en effet, apparue bien plus tard, en 1968. Cette ligne passe par-dessous avec un passage souterrain entre la station Rogier du terminus et la gare du Nord.
Le bâtiment de l’hôtel Siru de style Art-Déco est remarquable de par son architecture et l’histoire de son architecture. En effet, après plusieurs années de service, l’Hôtel se devait une restauration intérieure plus moderne dans les années 1989-1990. Une idée ingénieuse idée a émergé et il s’agissait de donner une double fonction au bâtiment : un hôtel et un musée. Il est donc devenu le champ d’expérimentation de 130 artistes belges peintres ou sculpteurs ou même dessinateurs de BD. Chaque partie de l’hôtel était décorée différemment avec la tendance artistique liée à l’artiste en charge. Les chambres ne ressemblaient pas, chaque pièce était une œuvre. Pour l’extérieur, seul le dôme a bénéficié d’une intervention décorative artistique.
L’hôtel à vue d’angle offre une façade dynamique avec des profondeurs diverses et des hauteurs variables parfois de cinq, de six, de huit et même de treize niveaux à compter à partir de l’entresol. Le revêtement de la façade est fait avec l’enduit peint en blanc épuré donnant un effet simili-pierre avec une enfilade de baies vitrées de différentes tailles offrant un jeu entre le plein et le vide. La façade comprend également trois enseignes bleues lumineuses nouvelles. Actuellement l’hôtel a trois étoiles,.

### Ancienne brasserie Roelants
- 1900[7]

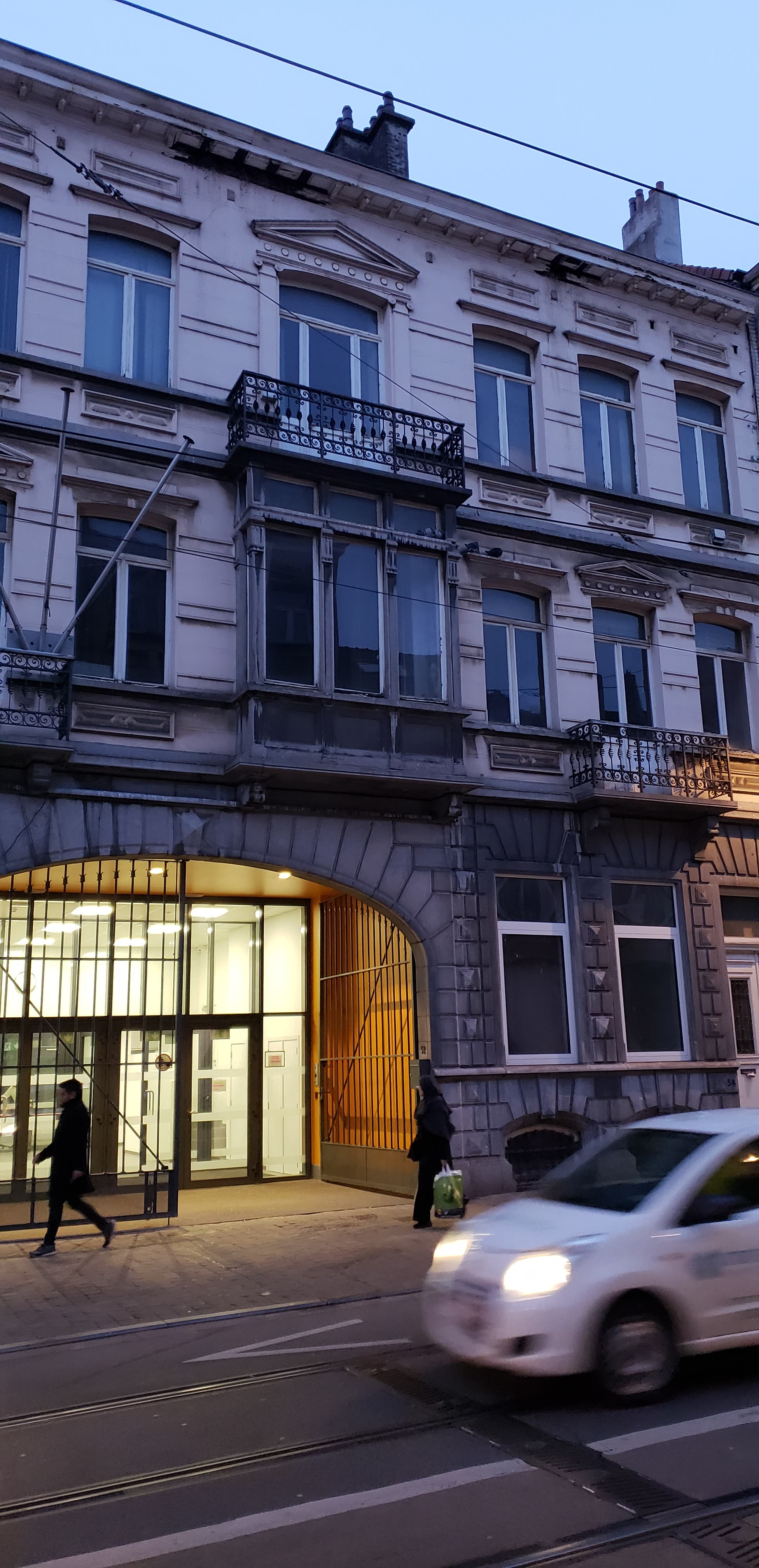
Ancienne brasserie Roelants.

- Rue Van Oost 50-52-54,1030 Schaerbeek
- Public
- Dépôt

Fondée à l’origine par A. Roelants en 1900, l’Ancienne brasserie Roelants se situait au 137 de l’avenue Rogier, puis a été déplacée en 1905 à 1,7 km plus loin, au 50-52-54 rue Van Oost, à proximité du passage de la ligne de tram 55 entre la station Pavillon et Verboeckhoven.
La brasserie était une société anonyme gérée par les deux frères Roelants. Dans son temps de gloire, elle parut à plusieurs reprises dans le journal du petit brasseur, jusqu’à 1962, année de son déclin. En 1966, elle fut rachetée par la commune et est devenue dépôts et ateliers communaux. L’ancienne brasserie est considérée comme étant un patrimoine représentant le passé industriel de Bruxelles à Schaerbeek. Le bâtiment est de style architectural néoclassique, il occupe un vaste terrain en intérieur d’îlot comparé à la taille de la façade extérieure. Cette dernière comprend trois niveaux ainsi qu’une toiture inclinée en tuile dont le revêtement est fait en partie en pierre bleue à bossage et le reste avec un enduit de couleur blanche. La façade se compose d’une enfilade de baies vitrées, de trois balcons comprenant les portes-fenêtres à entablement ainsi que des garde-corps en fer forgé et une logette. L’accès à la brasserie se fait par la grande porte cochère qui, à l’origine, était plus petite que celle d’aujourd’hui,,.

### Place Eugène Verboekhoven
- 1881[10]

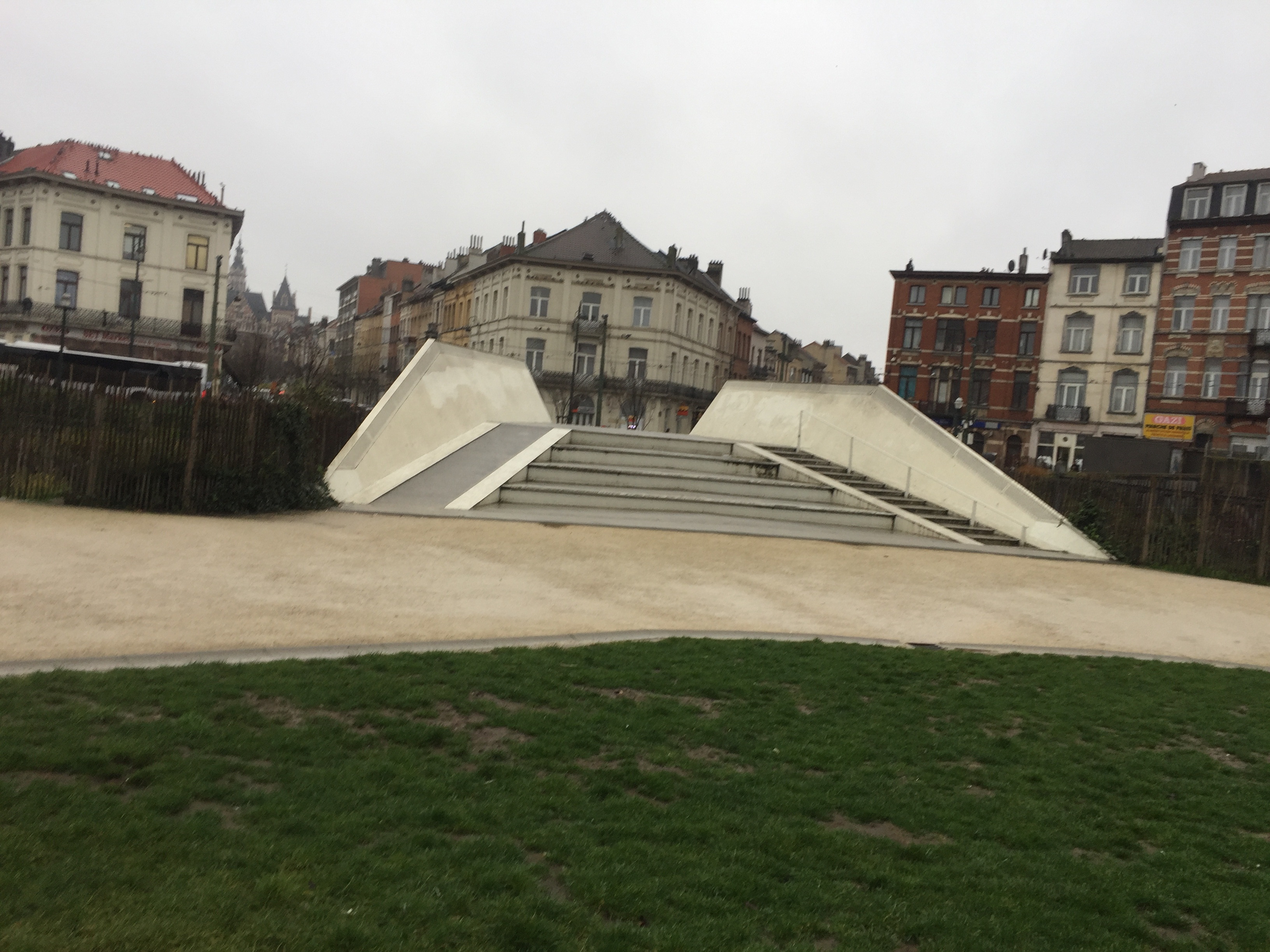
Place Eugène Verboekhoven

- Place Eugène Verboekhoven, 1030 Schaerbeek
- Public
- Place publique

La place Eugène Verboekhoven communément appelée la Cage aux Ours, porte le nom de peintre belge, Eugène Verboeckhoven depuis 1881. Il s’agit d’une place bruxelloise sur laquelle huit principales artères aboutissent : la rue Van Oost, rue d’Anethan, la rue Portaels, l’avenue Princesse Élisabeth, l’avenue Eugène Demolder, la rue Waelhem et la rue Metsys.
L’origine du surnom « la Cage aux Ours » remonte à la campagne électorale de 1878, lorsque l’échevin Henri Bergé critiqua l’aménagement pittoresque de la place voulu par le bourgmestre Guillaume Kennis.
Cette place a été construite à la suite d'un arrêté royal daté du 28 octobre 1874, approuvant la délibération du Conseil communal concernant la création d’une place publique à l’intersection de la rue Royale Sainte-Marie prolongée, (actuelle avenue Maréchal Foch) et de la rue à créer sur le Maelbeek voûté.
La ligne de chemin de fer 161, reliant Bruxelles à Namur, passe sous la place Verboekhoven. En effet, anciennement, une gare y était située, la gare de la rue Royale Sainte-Marie. Les deux ponts à tabliers métalliques, situés au-dessus de la voie ferrée, sont construits en 1876 par la commune. En 1910, l’un des ponts est remplacé par une nouvelle structure à arcades construite en pierre bleue et marbre rouge belge,.

### Dépôt des Brasseries et Laiterie de Haecht
- 1906[12]

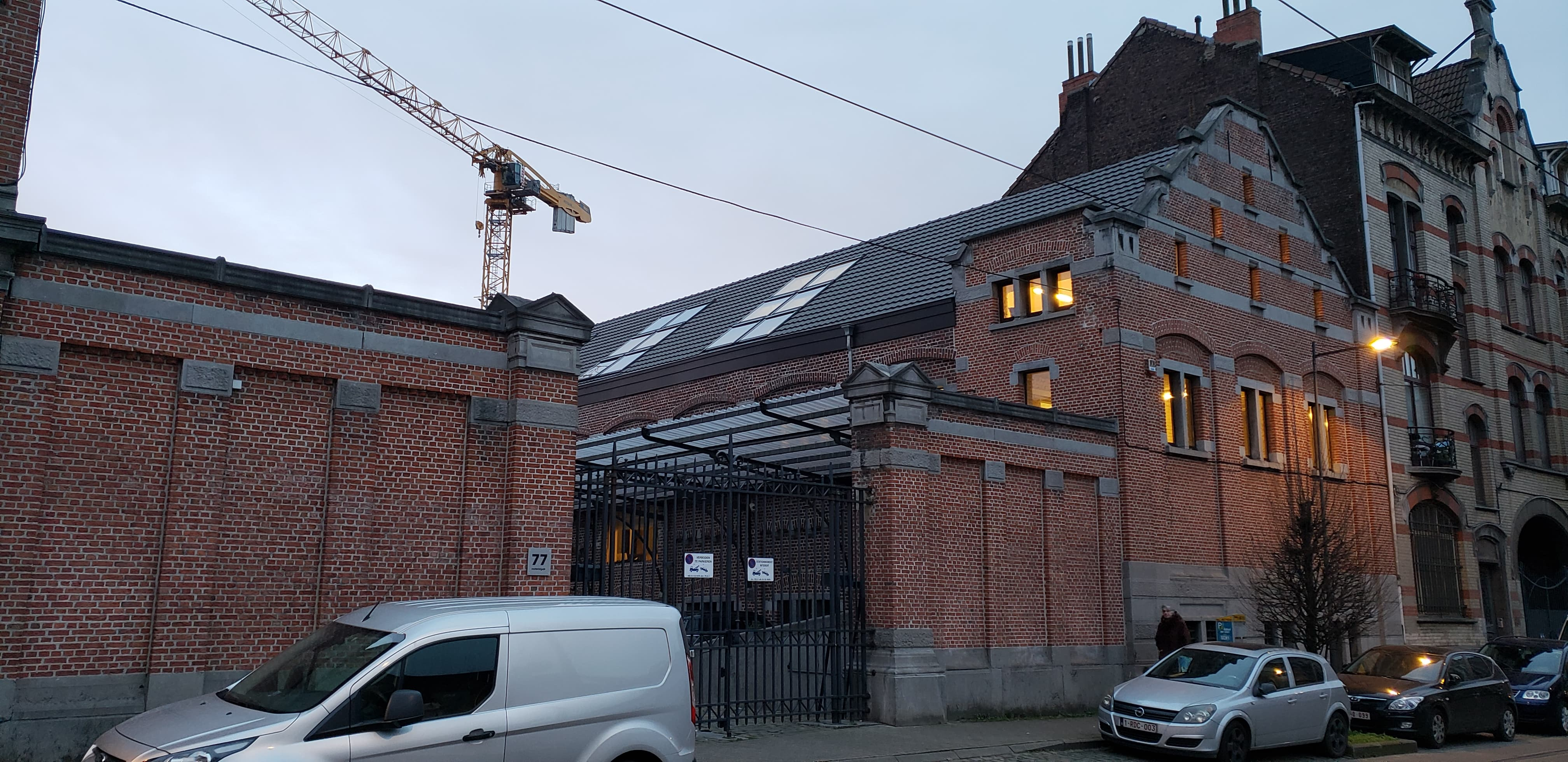
Ancien dépôt de brasserie et laiterie de Haercht

- Rue Waelhem 77,77a, 1030 Schaerbeek
- Privé
- Dépôt

Construit en 1906, l’ancien dépôt des brasseries et laiterie de Haecht, de style éclectique, disposait d’une maison d’habitation, de bureaux, d’écuries.
La façade du bâtiment a été primée au concours des façades organisées par la commune de Schaerbeek en 1907-1908 et le bâtiment était desservi à l’arrière par la ligne de tram vicinal de Haecht.
L’ensemble comprend aujourd’hui deux bâtiments implantés autour d’une cour. Le premier bâtiment, à gauche, est une maison de trois étages sous toiture (rez-de-chaussée destiné aux bureaux) prolongée par un volume qui était destiné au lavage et remplissage de bouteilles. À droite et en parallèle à cette maison se trouvaient les écuries. Le complexe a été réaffecté en bureaux en 2010.
En 1924, le tramway à vapeur qui transportait la marchandise de Haecht à Bruxelles vers ce dépôt à Schaerbeek a été électrifié, ensuite chargé sur des chariots tirés par des chevaux qui faisaient la tournée de distribution,,.

### Le Pont routier de la chaussée de Haecht
- 1903-1907[15]

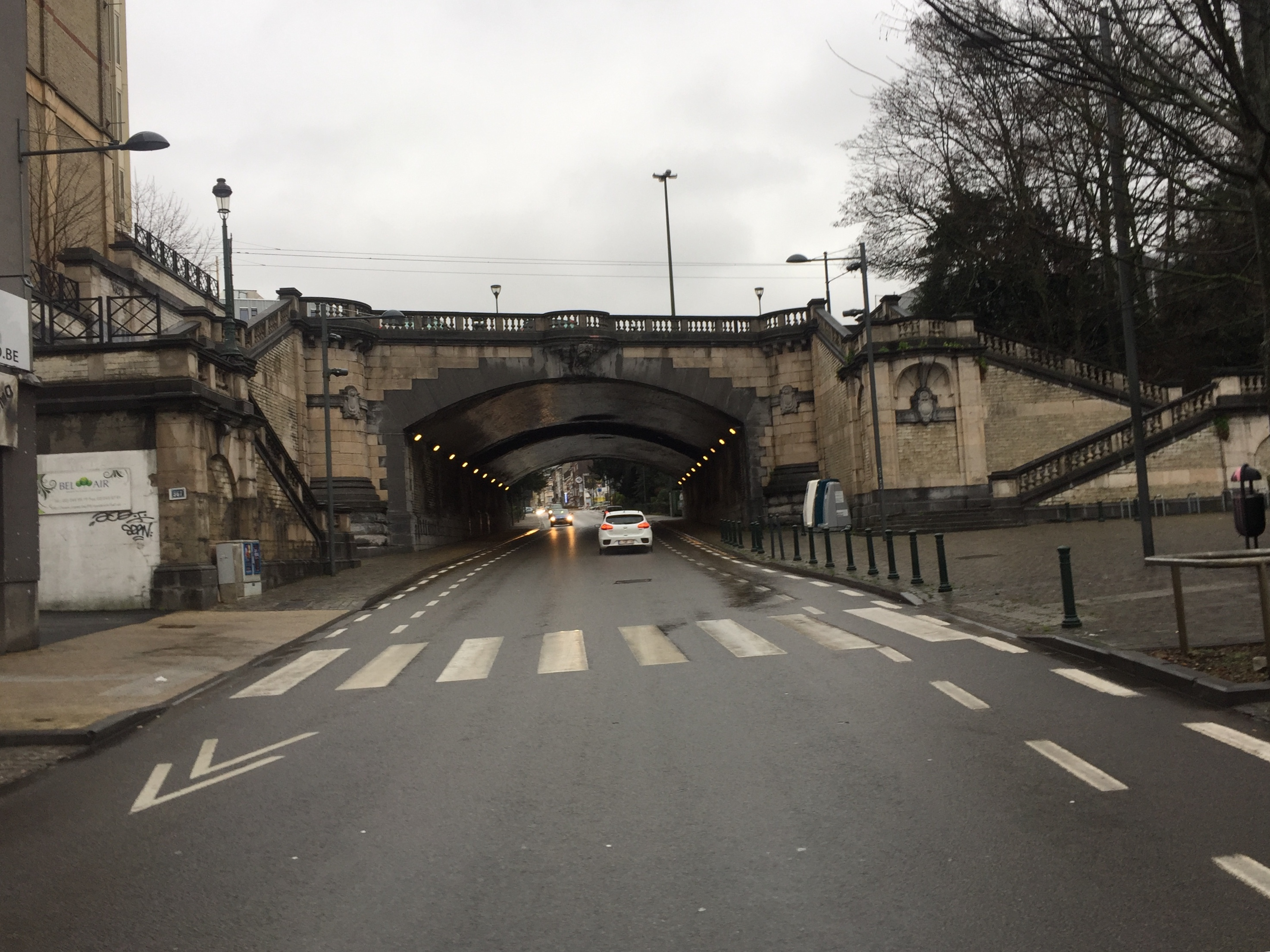
Le Pont routier de la chaussée de Haecht

- Chaussée de Haecht, 1030 Schaerbeek
- Public
- Pont

Le Pont routier de la chaussée de Haecht est construit par l’ingénieur Paul Christophe en 1903-1907. C’est un ouvrage de style éclectique, situé au croisement des chaussées de Haecht et de Helmet. À cette époque, le ministère des travaux publics a assuré la construction de l’intersections des chaussées.
La structure primaire des deux ponts est constituée d’un arc en maçonnerie dont l’épaisseur varie de 1,05 m à 2,03 m. Ensuite, on retrouve d’imposantes butées en maçonnerie permettant de reprendre les poussées de l’arc. Puis, pour mieux le renforcer et veiller à son comportement monolithique, une couche de béton a été coulée sur l’arc. Une couche d’asphalte étanche a ensuite été placée sur l’arc. Le tout est couvert de remblai jusqu’au niveau de la chaussée.
Le pont est constitué de deux parties qui le devisent de manière orthogonale, composées chacune d’une arche surbaissée. L’accès se fait par d’amples escaliers à trois volets ainsi qu’une rampe routière : l’une est formée par l’Avenue Albert Desenfans et l’autre depuis l’Avenue Urbain Bristiers. À l’intérieur, le pont possède des voutes de briques vernissées blanches et ajourées d’un lanterneau central à quadrillage métallique. Cependant, l’orthogonalité du pont n’est pas parfaite car elle représente des différences : la division de la chaussée de Haecht présente une portée de 16 mètres, une largeur de 45 mètres et une hauteur sous clé de 6,42 mètres et de pierres bleues tandis que celui de la chaussée d’Helmet est de pierres blanches,.

### Le Foyer schaerbeekois
- 1905[17]

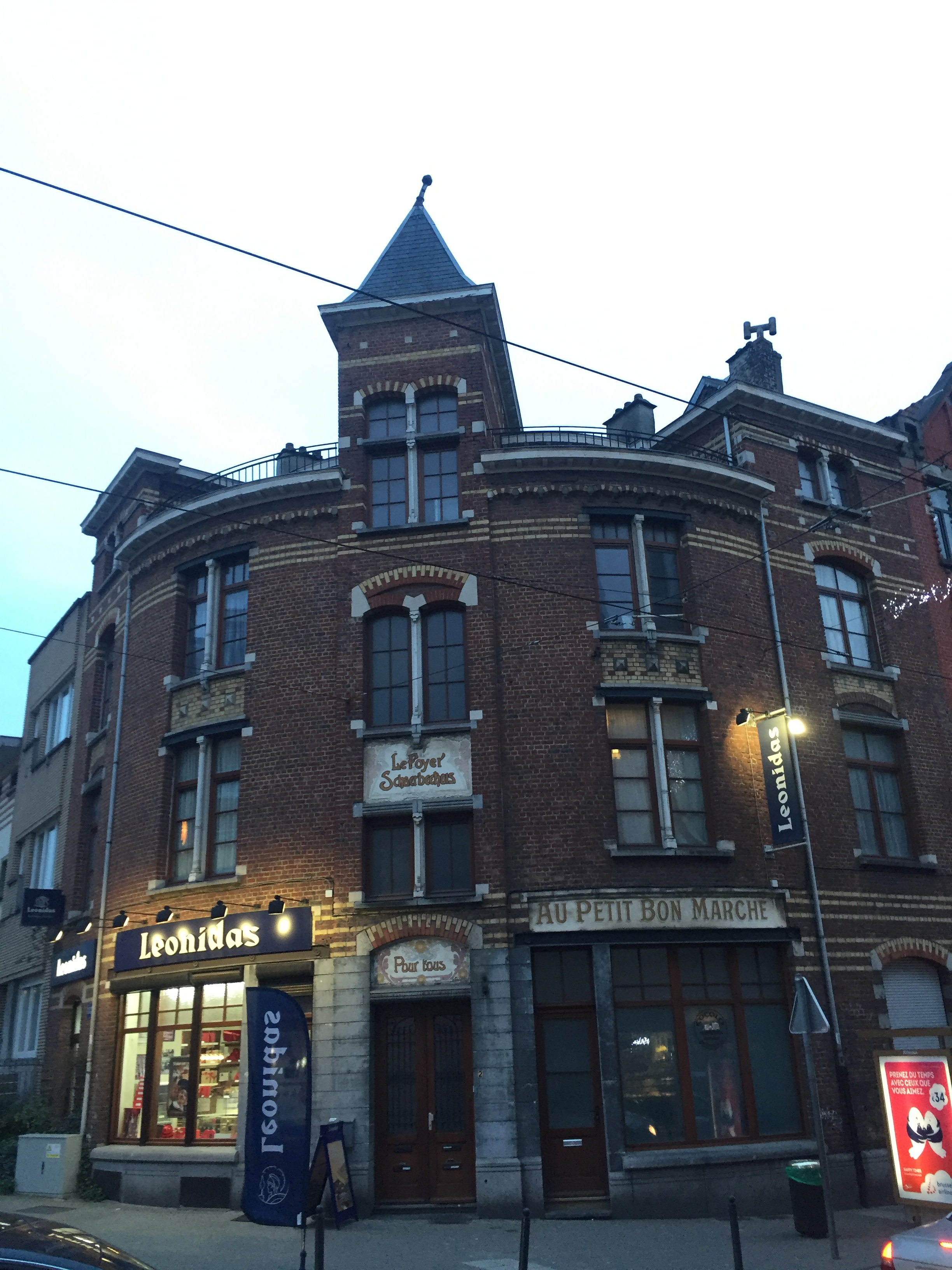
Le Foyer scharbeekois

- Rue du Foyer schaerbeekois 2, 1030 Schaerbeek
- Public
- Service public de logements sociaux

Le Foyer schaerbeekois est une Société Immobilière de Service Public de 2 500 logements qui existe depuis 1899. C’est un ouvrage de style électrique. Ce foyer a été créé par l’architecte Henri Jacobs est achevé en 1905. C’est l’une des premières sociétés de logements sociaux en région bruxelloise dont le projet a été soutenu par Louis Bertrand, échevin des finances à l’époque, jusqu’à son achèvement.
Cette cité servira plus tard de modèle pour la construction de la Cité Hellemans dans le quartier des Marolles à Bruxelles. Pour réaliser ce projet, il a fallu faire l’acquisition de nombreux terrains. Le premier terrain acquis se trouvait à l’angle de la Chaussée de Helmet et d’un chemin devenu depuis la rue du Foyer Schaerbeekois.
On y trouve encore au XXIe siècle une construction particulière sur trois niveaux mêlant logements et rez-de-chaussée commerciaux datant de l’époque.
Le but principal poursuivi était de créer des logements collectifs sur plusieurs niveaux et des maisons ouvrières destinées à la location ou à l’acquisition par des familles à revenus modérés,,.

### Musée bruxellois du Moulin et de l’Alimentation
- 1841[20]
- Rue du moulin 2, 1140 Evere
- Public
- Musée

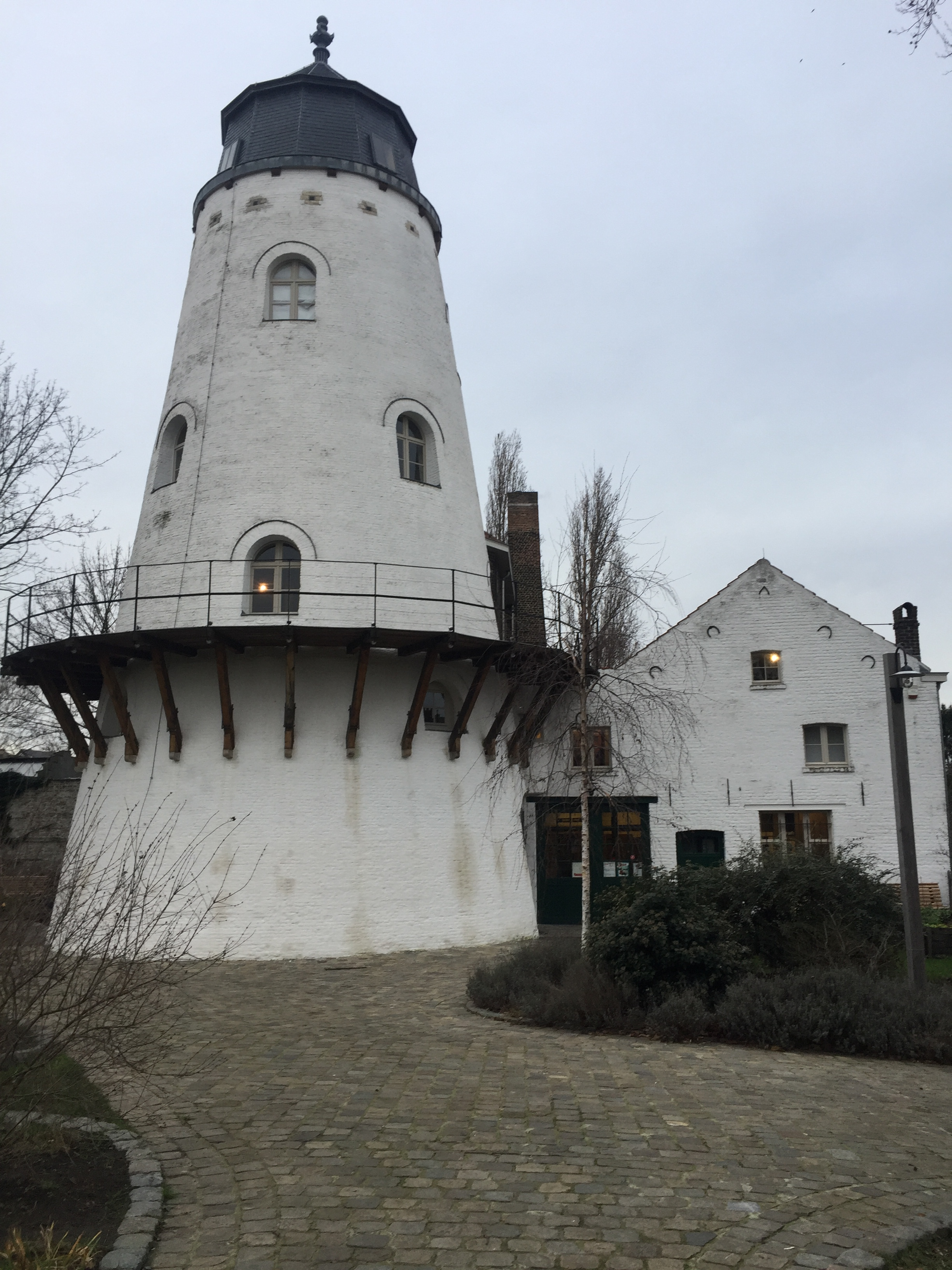
Musée bruxellois du moulin et de l'alimentation

L’ancien moulin a été construit en 1841 par Charles Van Assche. Après plus d’un siècle, en 1990, il fut classé avec son immense jardin, dans la liste du patrimoine protégé de la région Bruxelles-Capitale. Il se situe dans la commune d’Evere, au 21 rue du Moulin à vent, à 450 m de la station Tilleul de la ligne de tram 55.
Après sa vocation première de moulin à farine, le bâtiment a eu plusieurs transformations et a abrité diverses fonctions dès 1911, à la suite de l’arrêt de la production de farine à cause de la présence d’une forte concurrence dans la région.
Entre 1914 et 1948, le bâtiment était le lieu de production de thermosiphons ensuite comme une boyauderie, et enfin comme atelier de réparation de machines. Entre 1935 et 1983, le moulin a repris, durant une courte durée, sa fonction initiale, mais cette fois non pas comme moulin à la farine, mais à épices. Entre 1990 et 2008, le monument a bénéficié de plusieurs restaurations dans le cadre de son ouverture définitive en 2008 qui abrite la fonction actuelle de musée du Moulin et de l’Alimentation. Ce- lui-ci est constitué de plusieurs expositions permanentes et temporaires.
D’un point de vue architectural, le moulin est une tour construite en briques, peintes en blanc, avec plusieurs ouvertures autour avec des ailes à vent de 22 m de longueur destinées à économiser la force de travail au départ qui n’existe plus maintenant, car elle a été remplacée par une machine à vapeur pour augmenter le rendement en cas d’absence de vent,.

### Ferme Boerderij ‘t Hoeveke
- 1638[21]
- Rue de la Marne 5, 1140 Evere.
- Public.
- Lieu d’activités culturelles.

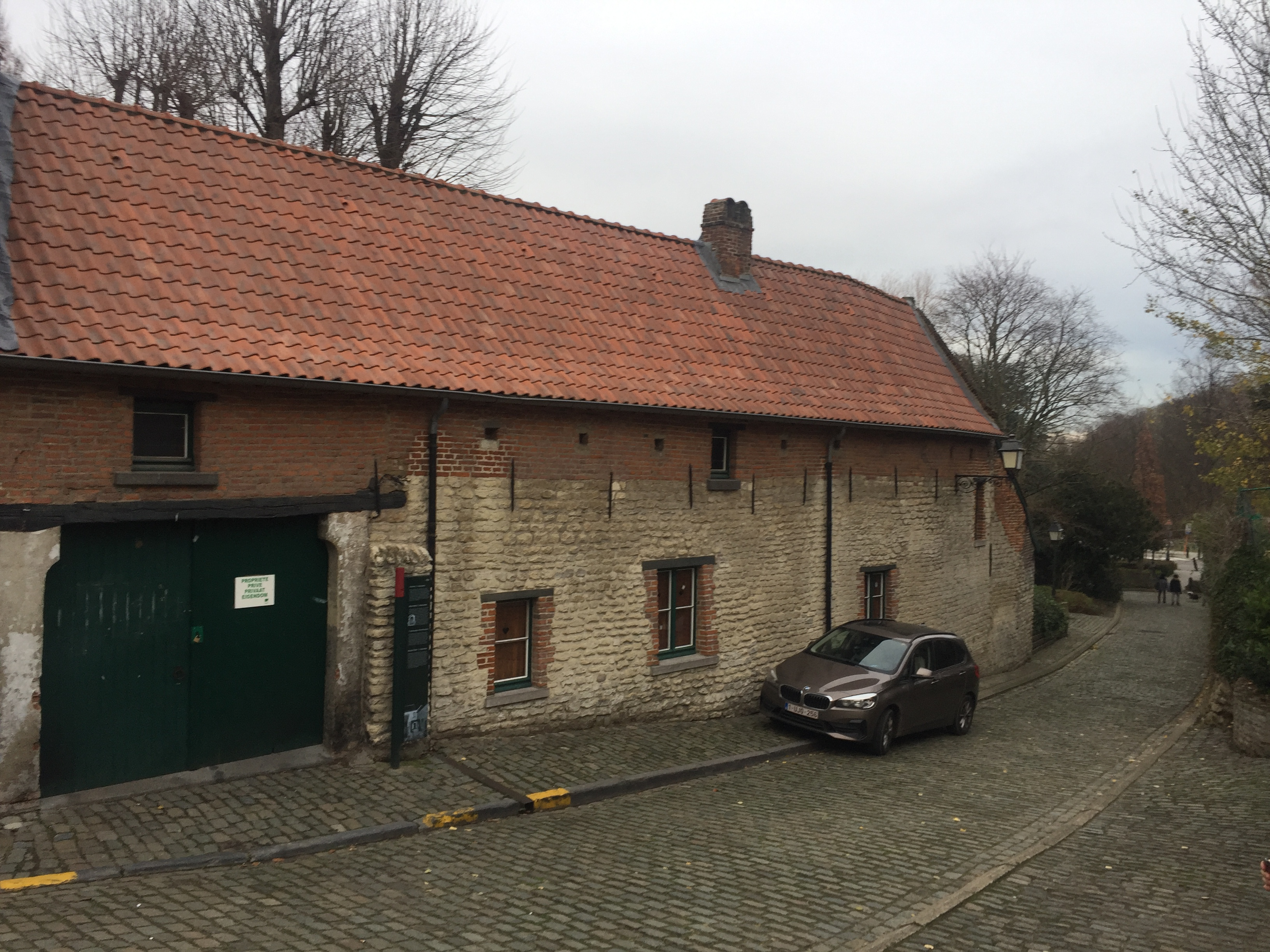
Ferme Boerderij 't Hoeveke

La ferme Boerderij ‘t Hoeveke, datant de 1638, est située sur l’ancienne route qui mène vers la ville de Cologne (Allemagne) au 3 rue de la Marne, à moins de 30m de la rue Henri Van Hamme qui dessert la ligne de tram 55 entre la station Paix et Tilleul.
Cette ferme du style architectural rural traditionnel est classée depuis 1997 au registre du patrimoine immobilier protégé de la région Bruxelles Capitale. Elle constitue le plus ancien bâtiment de ce style et fait partie des rares fermes se trouvant dans la commune d’Evere. De plus, elle constitue un lieu de mémoire important pour Evere, car à l’époque elle fut le lieu de résidence de l’ancien maire d’Evere qui occupe une place importante.
L’actuelle configuration du bâtiment avec sa cour intérieure n’a pas la même allure qu’autrefois. En effet, cette fermette faisait partie d’une longue ferme, qui au XIXe siècle a subi plusieurs transformations telles que le partage des espaces en de multiples petites habitations.
La ferme a été construite avec des techniques anciennes traditionnelles et par des matériaux locaux tels que le moellon de grès, la brique, le bois pour les différents linteaux et les fenêtres, et la pierre comme appui pour les fenêtres.
La façade caractérisée par une toiture inclinée de tuile rouge, longée de plusieurs baies de différentes tailles avec une grande porte verte cochère, comprend des consoles luminaires en fonte intégrées dans le mur extérieur qui servent d’éclairage pour la rue pavée.
Le bâtiment abrite actuellement des activités culturelles diverses,,.

### Quartier Reine Élisabeth
- 1971[23]
- Rue d’Evers 1, 1140 Evere
- Public
- Quartier militaire

Le quartier Reine Élisabeth, rebaptisé quartier Roi Albert Ier, est construit à partir de 1971 et s’étend sur deux communes : Evere et Zaventem.
Le quartier est construit avec un aspect discret. En effet, il possède des constructions de faible hauteur, et des préfabriqués qui donnent un aspect uniforme. Les constructions regroupent des dortoirs, sanitaires, chambres ainsi qu’un hôpital militaire Neder-Over-Heembeek. Malgré sa monotonie, le but était de démontrer une nouveauté en ce qui concerne les casernes. Cela démontre la présence d’un patrimoine militaire conséquent dans la ville de Bruxelles.
L’alignement de magnifiques maisons de maitre datant du début des années 70, rend l’avenue Huart Hamoir très spéciale. Dès lors, cela offre une qualité au quartier Princesse Élisabeth en lui offrant des aspects architecturaux très intéressants.
En outre, le quartier princesse Elisabeth possède la particularité de présenter de nombreuses avenues portant le nom d’écrivains,.